# Reserva Roosevelt
A Reserva Roosevelt, de propriedade da União ( art. 20 da CF) e  ocupada pelos Cintas-largas, está localizado no sul do estado de Rondônia, na cidade de Espigão do Oeste, a cerca de 500 quilômetros de Porto Velho, capital de Rondônia.
Cerca de 1.200 indígenas habitam a reserva, formada por 2,7 milhões de hectares.

## As Maiores
Um estudo inédito que mapeou as reservas minerais do Brasil, apontou que o garimpo do Roosevelt abriga um kimberlito mineralizado (rocha de origem vulcânica que dá diamante) com idade, estrutura geológica e capacidade de produção de pedras preciosas semelhantes às da mina de diamantes do Guaniano, na Venezuela.
Elaborado pela Companhia de Pesquisa de Recursos Minerais (CPRM), o levantamento apontou que o kimberlito tem 1,8 bilhão de anos e uma capacidade de produção de no mínimo um milhão de quilates por ano. Esse número subestimado coloca a Roosevelt, no mínimo, entre as cinco maiores minas de diamantes do mundo. A capacidade real somente poderá ser verificada com uma análise mais detalhada, o que ainda não foi feito, pois o garimpo está localizado em área indígena. Para especialistas, a sondagem poderá indicar a Roosevelt como a maior mina do mundo, superando a atual campeã, localizada em Botsuana, que produz nove milhões de quilates por ano.
O levantamento foi feito com base na análise de imagens de satélite, cedidas pelo Japão e pela Nasa, e de ondas magnéticas captadas por avião.

## Cobiça e Contrabando
Segundo estudos da Companhia de Pesquisa de Recursos Minerais, órgão do Ministério das Minas e Energia, o kimberlito, o único do Brasil que pode gerar uma mina industrial de diamantes de gema, tem capacidade para produzir no mínimo um milhão de quilates de pedras preciosas por ano, o que representa uma receita anual de US$ 200 milhões. A extração de mineral em terra indígena é ilegal e depende de regulamentação do Congresso. Mesmo assim, a Abin e o serviço de inteligência da Polícia Federal estimam que US$ 20 milhões de diamantes do Roosevelt saem ilegalmente do Brasil todos os meses.
De acordo com levantamentos, já foram registrados no DNPM, por mineradoras do Brasil e do mundo, mais de 400 pedidos de licença de pesquisa na reserva Roosevelt.
No auge do garimpo de diamantes (entre 2002 e 2004), muitos contrabandistas israelenses, belgas e canadenses, vieram para Espigão do Oeste, em busca de diamantes para serem revendidos fora do Brasil, principalmente na Europa, segundo a Polícia Federal.
Segundo a FUNAI, cerca de 10 mil garimpeiros já passaram pela reserva.

### Invasão
A invasão na reserva dos cintas-largas começou na década de 60. 
Os seringueiros foram os primeiros a chegar. Logo depois, os garimpeiros passaram a rondar as terras indígenas à procura de diamantes, às margens do rio Roosevelt.

### Massacre de 2004
Em 2004, a reserva indígena Roosevelt foi palco de notícias em imprensas do Brasil e do mundo, pelo fato de possuir uma enorme mina de diamantes e dos problemas decorrentes da jazida.
Em abril de 2004, 29 garimpeiros foram brutalmente assassinados pelos indígenas dentro da reserva. Funcionários da Funai acreditam que no mínimo 100 índios já teriam sido assassinados na reserva.